# Anales toledanos

Les Anales toledanos (Annales de Tolède) sont une série de trois anciennes annales en castillan ancien couvrant l'histoire médiévale du Royaume de Tolède: les premières (I) commencent avec le Royaume de Castille et raconte son histoire jusqu'en 1219, les secondes (II) se terminent en 1250, et les troisièmes (III) en 1303 (ou 1391). Elles constituent une source importante pour les historiens. Les Anales toledanos n'ont aucun lien entre elles excepté leur provenance de Tolède et leur intérêt pour les évènements se déroulant au centre de la Péninsule Ibérique. 
Les premières Anales toledanos tirent leur source des Anales castellanos segundos, et en sont essentiellement une traduction vernaculaire et une continuation (de 1110 à 1129) de celles-ci. Une autre source a été la Crónica Cauriense. Les secondes Anales toledanos étaient probablement l'œuvre d'un morisque, car elles montrent un intérêt particulier pour les affaires musulmanes d'Andalousie. Leur vocabulaire est inhabituel, et les grandes victoires chrétiennes ne sont pas mentionnées. Elles sont datées selon le calendrier à partir de l'Année de l'Hégire, et non selon l'ère d'Espagne, comme les premières et troisièmes. 
Les deux premières annales ont été éditées et publiées par Francisco de Berganza (en) dans ses Antigüedades de España (1719–21), et ont été ré-éditées, avec de sérieuses modifications chronologiques, par Enrique Flórez, qui a aussi publié les troisièmes.